# Andrea Maria Dusl
Andrea Maria Dusl est une réalisatrice, scénariste et une illustratrice austro-suédoise, née le 12 août 1961 à Vienne (Autriche).

## Biographie
Fille de l'architecte autrichien Erwin H. Dusl et de Monica Jüllig, une descendante de la famille du capitaine suédois Pettersson, Andrea Maria Dusl fit ses études de Scénographie entre 1981 et 1985 à l'Académie des Beaux-Arts de Vienne où elle obtint sa Maîtrise universitaire. Elle a travaillé comme décoratrice assistante au "Burgtheater" de Vienne, au "Akademietheater" (sous la direction de George Tabori), au "Theater an der Wien", au "Theater in der Josefstadt" et à l'Opéra d'État de Vienne. Entre 1993 et 1997 elle suivit des études de médecine à l'Université de Vienne.
Depuis 1985 elle écrit et illustre pour les journaux et les magazines autrichiens. Ses feuilletons "Comandantina Dusilova und Fragen Sie Frau Andrea" ("Demandez à Mme. Andrea"), publiés dans le magazine hebdomadaire autrichien "Falter" ont beaucoup de fans parmi les lecteurs urbains et libéraux.
En 2003, Falter a publié "Fragen Sie Frau Andrea" comme livre de poche.
En 2007 Éditions "Residenz Verlag" a publié le livre "Die österreichische Oberfläche" (la Surface autrichienne). Le roman "Boboville" sera publié en 2008 par Éditions Residenz Verlag.
En 2001 elle a tourné son premier long métrage Blue Moon avec le comédien autrichien Josef Hader, l'actrice ukrainienne Viktoria Malektorovych et l'acteur allemand Detlev Buck. Blue Moon a été présenté au Festival international du film de Locarno en 2002.
En 2006 elle a présenté "Redezeit", une discussion politique mensuelle au théâtre «expérimental» "Rabenhof" de Vienne.
Actuellement elle développe son prochain film Crazy Day, Dining Car et Channel 8 (choisis pour l'atelier des scénaristes eQuinoxe 2005 et en 2006 par le New Cinema Network à la Fête internationale de Rome du cinéma).

## Filmographie
- 1991 : Le Tour du monde en quatre-vingts jours (In Achtzig Tagen um die Welt), (6 courts-métrages)
- 2002 : Blue Moon
- 2005 : Heavy Burschi, (court-métrage)

## Récompenses
- 2003 : Grand Prix pour le meilleur film autrichien (Graz, Diagonale) pour Blue Moon
- 2003 : Prix Spécial du Jury (Festival de Lagów, Pologne) pour Blue Moon
- 2003 : Prix Variety. Choisi comme l'un des 10 meilleurs films européens (Festival international du film de Karlovy Vary, République tchèque) pour Blue Moon
- 2004 : Meilleur scénario (Graz, Diagonale) pour Blue Moon

## Livres
- Fragen Sie Frau Andrea, 107 fantastische Kolumnen, 2003, Falter Verlag, Wien
- Die österreichische Oberfläche, (la Surface autrichienne), Essays, 2007, Residenz Verlag, St. Pölten
- Boboville, roman, 2008, Residenz Verlag, St. Pölten
- Channel 8, roman, 2010, Residenz Verlag, St. Pölten
- Ins Hotel konnte ich ihn nicht mitnehmen, roman, 2012, Metroverlag, Wien